# Fórmula magistral

La imagen con el mortero y el pilón es uno de los iconos asociados con la actividad farmacéutica.

Una fórmula magistral es un medicamento destinado a un paciente en específico, preparado por el farmacéutico o bajo su dirección, para complementar expresamente una prescripción médica detallada de las sustancias medicinales que incluye. Se elabora según las normas técnicas y científicas del arte farmacéutico. Es dispensado en farmacias específicas y con la debida información al usuario.

## Actividad farmacéutica
Desde comienzos del siglo XXI se ha desarrollado la terapéutica personalizada, en la cual la realización de fórmulas magistrales es el principal exponente en Atención Farmacéutica y, con frecuencia, el único tratamiento al que pueden acceder pacientes con problemas de salud calificados como raros o cuyo tratamiento ha sido abandonado por la industria farmacéutica por falta de rentabilidad. La preparación del medicamento por el farmacéutico evita la marginación terapéutica.
La formulación magistral es una actividad altamente técnica, con una enorme importancia en el campo de la farmacoterapia, y de una gran trascendencia en el campo de la clínica; sobre todo para la resolución de problemas individuales. Se trata de una práctica a la vez tradicional, por su historia ligada al origen de la farmacia, y moderna, por la extensión de su aplicación en los últimos tiempos. Su difusión no ha generado ningún conflicto, salvo la capacidad técnica para desarrollar productos con la calidad exigida, y ha ofrecido importantes soluciones en el campo de la pediatría, dermatología, oftalmología y geriatría.
La Sociedad Española del Medicamento Individualizado (Lasemi) tiene como principal objetivo promover la Formulación Magistral entre la profesión y ayudar a la implantación y desarrollo de laboratorios en las Oficinas de Farmacia. LASEMI  organiza jornadas científicas y congresos en torno a la formulación magistral con profesionales de la farmacia, la medicina, la veterinaria, la podología y la fisioterapia entre otros. Además promueve la publicación de formularios, que actualizan y recopilan la información sobre fórmulas magistrales en diversas áreas de interés.
Numerosas farmacias repartidas por España pertenecen a la Sociedad Española del Medicamento y elaboran y dispensan fórmulas para los pacientes.

## Formulario Nacional
Un Formulario Nacional es el "libro oficial que contiene, en forma de monografías, las fórmulas magistrales tipificadas y los preparados oficinales reconocidos como medicamentos, sus categorías, indicaciones y materias primas que intervienen en su composición o preparación, así como las normas de correcta elaboración y control de aquellos."